# Deutscher Evangelischer Kirchentag 2005

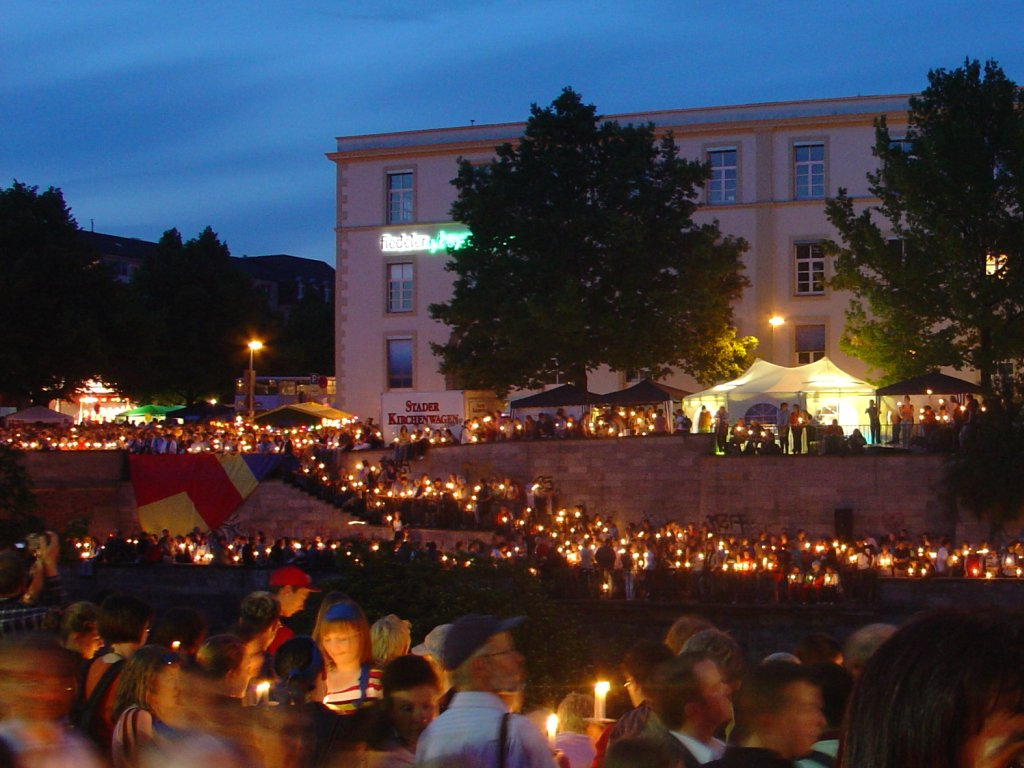
Lichtermeer beim Abschluss am Abend der Begegnung am Hohen Ufer

Der 30. Deutsche Evangelische Kirchentag fand vom 25. bis 29. Mai 2005 unter dem Motto „Wenn dein Kind dich morgen fragt…“ (5 Mos 6,20 ) in Hannover statt.
105.074 Dauerteilnehmer und Mitwirkende besuchten die Veranstaltung, darunter 3.664 ausländische Gäste aus 87 Ländern. Im Markt der Möglichkeiten und den Präsentationsständen gab es 7731 Mitwirkende, 4537 Mitwirkende spielten in Bläserchören mit. Darüber hinaus gab es eine große Zahl Tagesgäste, so wurden allein auf dem Messegelände am Donnerstag 140.000 Besucher gezählt.
58,9 % der Teilnehmer waren weiblich, 8 % katholisch, das Durchschnittsalter betrug 36 Jahre. Als Sitzplätze für die Teilnehmer wurden etwa 56.000 Papphocker gefaltet. Das über 600 Seiten starke Programm bot über 3000 Veranstaltungen an. Erstmals in der Geschichte des Kirchentags gab es in ganz Niedersachsen Kirchentagsferien.

## Personen
Der Präsident des 30. Kirchentags war Eckhard Nagel, Generalsekretärin Friederike von Kirchbach. Geschäftsführer waren Tilman Henke und Hartwig Bodmann.

## Thematische Schwerpunkte

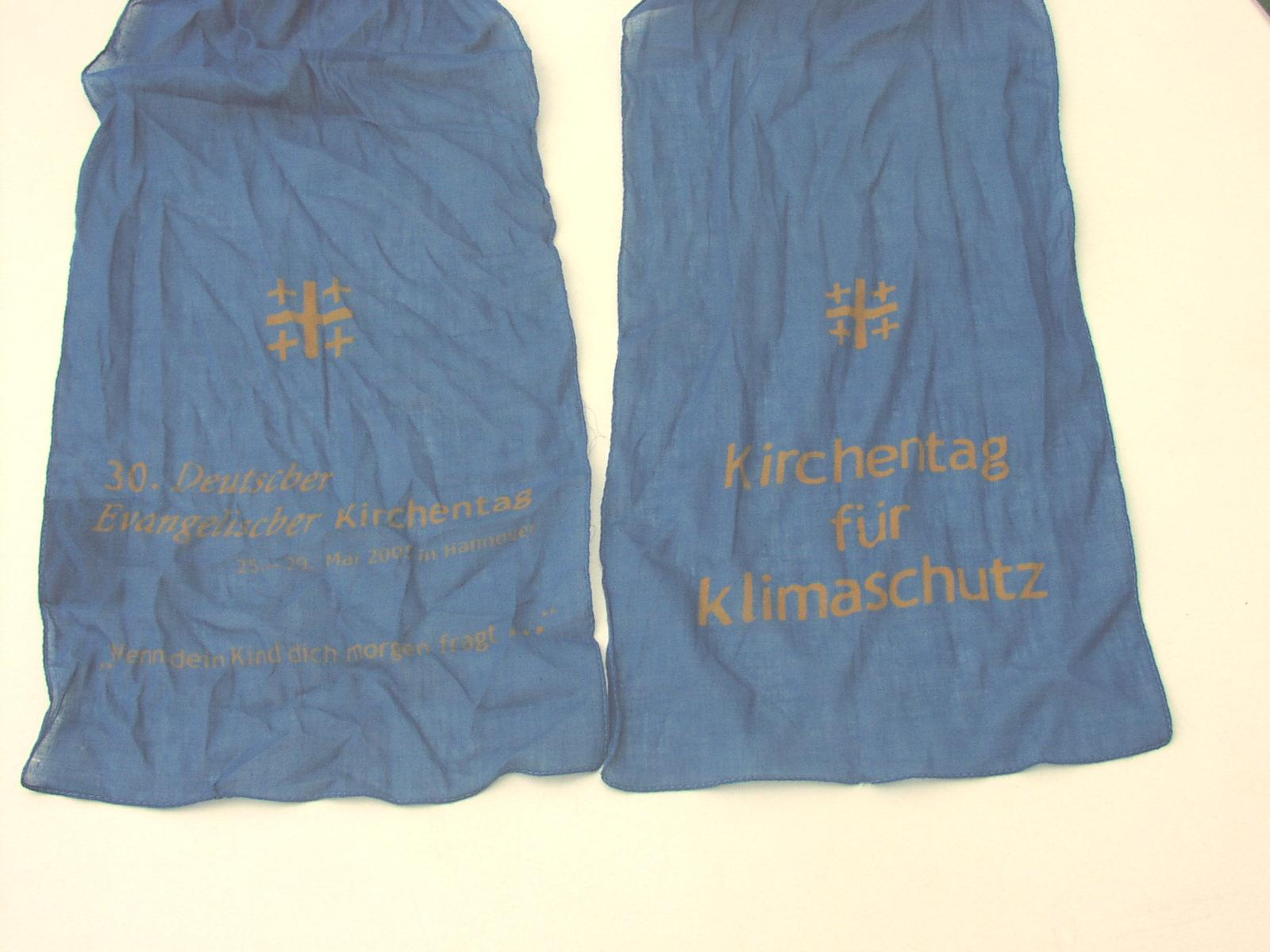
Blauer Klimaschal

Die Themenbereiche des Kirchentags 2005 waren überschrieben:
- Themenbereich 1: Wie können wir glauben?
- Themenbereich 2: Wie wollen wir leben?
- Themenbereich 3: Wie sollen wir handeln?

Der Kirchentag 2005 legte mit einer besonderen Kampagne einen Schwerpunkt auf den Klimaschutz.
Dafür wurde geworben mit:
- 80.000 blauen "Klimaschals" mit der Aufschrift "Kirchentag für klimaschutz",
- einem Klimamarkt, auf dem sich Initiativen und Verbände des Klimaschutzes darstellten, und
- einem Gutschein für einen Ökostrom-Vertrag oder einem kostenlosen Heizkosten-Gutachten für jeden Teilnehmer.

## Programm

### Eröffnungsgottesdienste und Abend der Begegnung
Der Kirchentag begann mit fünf Eröffnungsgottesdiensten.
Ein Eröffnungsgottesdienst mit prominenter Beteiligung (u. a.: Oberbürgermeister Herbert Schmalstieg, Bundespräsident Horst Köhler, Bundeskanzler Gerhard Schröder, Ministerpräsident Christian Wulff, Landesbischöfin Margot Käßmann) fand auf einer Bühne am hannoverschen Opernplatz in der Innenstadt statt.
Das traditionelle Gedenken zu Beginn war den rund 200.000 psychisch Kranken gewidmet, die in der Zeit des Nationalsozialismus ermordet wurden.
Zum anschließenden Abend der Begegnung in der hannoverschen Innenstadt kamen rund 400.000 Menschen, so viele wie nie zuvor zu einem Kirchentagsauftakt. Über 400 Gruppen und Initiativen aus den niedersächsischen Landeskirchen stellten sich mit Ständen und einem vielfältigen Programm den Gästen vor. Der Abend klang mit einem eigens komponierten Konzert der Glocken der sechs Innenstadtkirchen beim Schein von 100.000 Kerzen aus.

### Schwerpunkt Messegelände

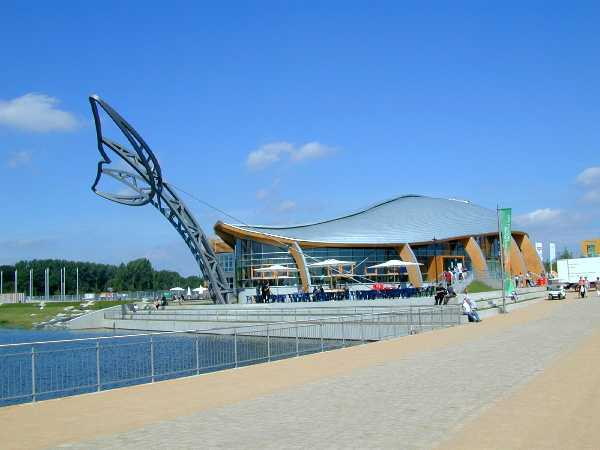
Veranstaltungsort Expo-Wal, ehemals Pavillon der Hoffnung von WVD, CVJM und DEA.

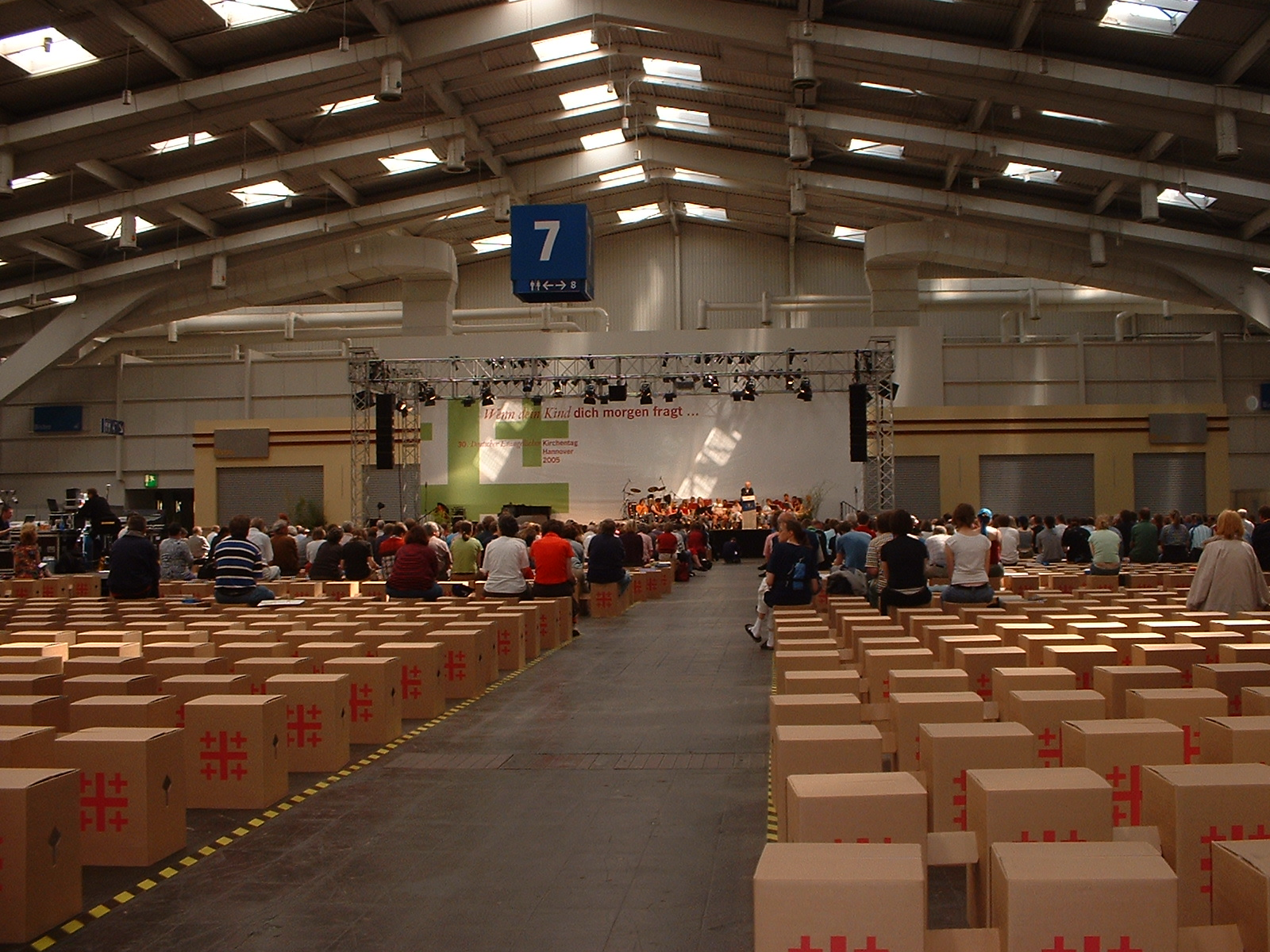
Bild von einer Veranstaltung beim Kirchentag 2005

Sehr viele Veranstaltungen fanden auf dem Messegelände statt. Insgesamt standen auf dem Messegelände (inklusive Expo-Plaza und Expo-Wal) ca. 60.000 Plätze zur Verfügung.

### Kinderzentrum
Zum ersten Mal bei einem Kirchentag gab es ein Kinderzentrum, in dem für Kinder ein eigenes Kirchentagsprogramm angeboten wurde: Von Mitmach- und Bastelstationen, über Musicals für Kinder, bis zur Fragestunde mit Landesbischöfin Margot Käßmann, reichte das Spektrum. Täglich kamen 12.000 Kinder in dieses Zentrum.

### Lange Nacht der Kirchen
Neu war die Idee, das Feierabendmahl mit einer "Langen Nacht der Kirchen" zu verbinden. Verschiedene geistliche wie kulturelle Veranstaltungen wie Ausstellungen, Konzerte oder Gottesdienste fanden bis nach Mitternacht in den Kirchen Hannovers statt.

### Abschlussgottesdienst
Zum Abschluss feierten 105.000 Menschen einen Abendmahlsgottesdienst auf dem Schützenplatz. Die Predigt hielt der niederländische Theologe und frühere römisch-katholische Priester und Liederdichter Huub Oosterhuis. Schwerpunkt der Predigt bildete der Appell an die Teilnehmer, sich in ihrem Leben aktiv für eine bessere und gerechtere Welt einzusetzen. Oosterhuis verwies auf die Tradition des Judentums, in der die menschliche Verantwortung in der Welt höher bewertet werde, als esoterische Erfahrungen und Jenseitsszenarien. Im Hinblick auf das vielfach diskutierte Thema der Globalisierung forderte er eine Globalisierung der Herzen, um der nicht hinzunehmenden Armut Vieler entgegenzutreten. Für das Jahr 2007 wurde der Deutsche Evangelische Kirchentag nach Köln eingeladen.

## Lieder zum Kirchentag
Zum Kirchentag erschien das Liederheft "Lebensweisen", das in der gastgebenden hannoverschen Landeskirche auch nach dem Kirchentag als Ergänzung zum Evangelischen Gesangbuch genutzt wird. Hier finden sich auch einige Lieder, die speziell zum Kirchentag entstanden sind:
- Wenn dein Kind dich morgen fragt (Lothar Veit/Andreas Lettau)
- Mehr als dies/Wenn dein Kind dich morgen fragt[1] (Text: Heinz Rudolf Kunze/Musik: Heiner Lürig), veröffentlicht als CD-Sonderedition in einer Auflage von 10.000 Exemplaren
- Wie ist dein Lebenstraum/Wenn dein Kind dich morgen fragt (Fritz Baltruweit)
- Wenn dein Kind dich morgen fragt (Susanne Sonderhoff)
- Kinder brauchen Hoffnung (Holger Kiesé/Jan von Lingen)

Materialien zu diesen Liedern finden sich auch auf den Seiten der Arbeitsstelle Kirchentag (s. u.).

## Helferdienste

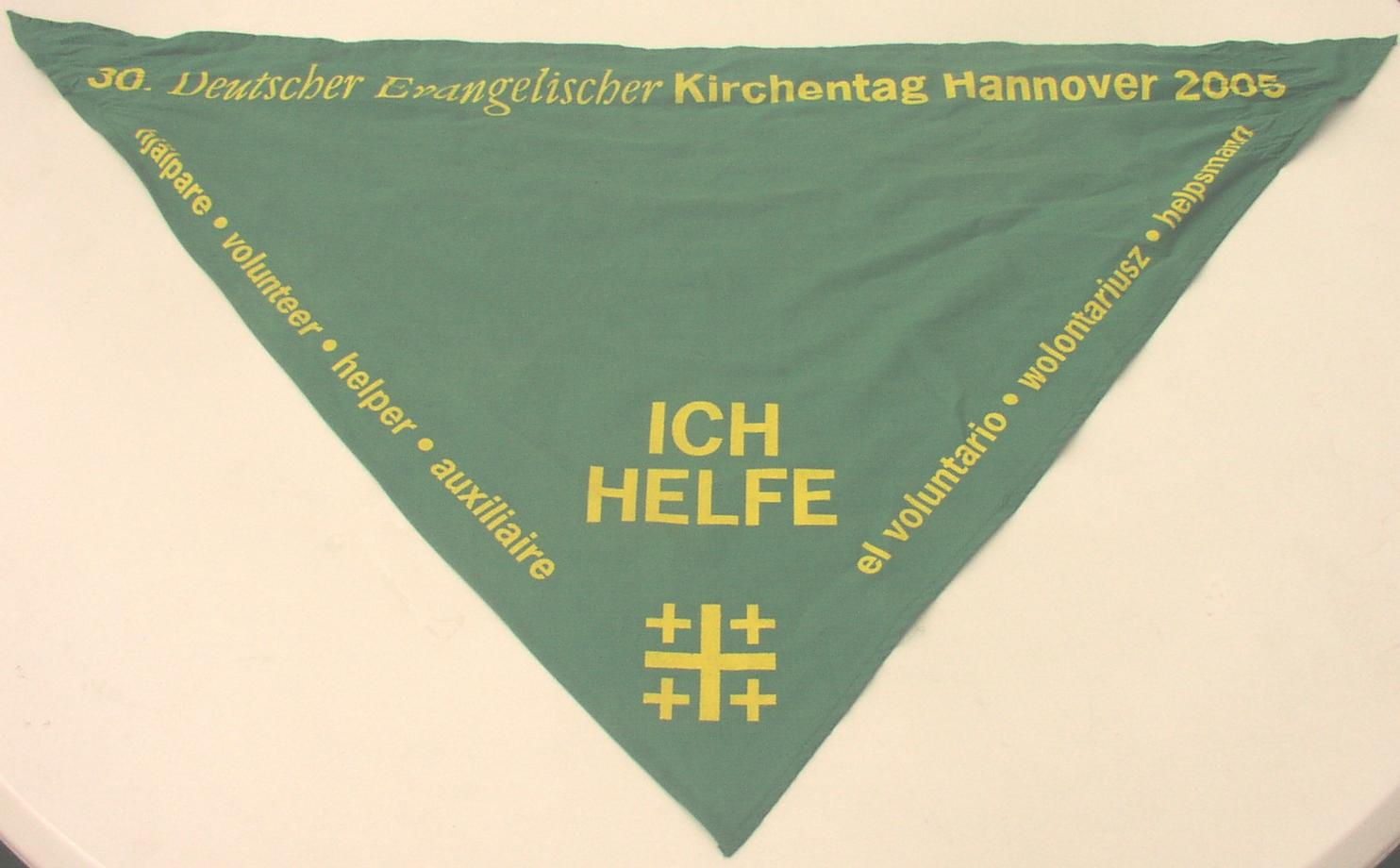
Kirchentags-Helferhalstuch

Der Kirchentag wurde in Hannover von 4.386 Helfern unterstützt, die aus ganz Deutschland zusammenkamen um ehrenamtlich den Auf- und Abbau, Ordner- und sonstige Hilfsdienste zu übernehmen.

## Bilanz
Der Themenkomplex "was sollen wir glauben" stand in einem familienorientierten Kontext und wurde auch kindgerecht aufgearbeitet. Insbesondere im Kinderzentrum wurde für Kinder ein eigenständiges Programm aus Bibelarbeit und Gottesdiensten angeboten. Eine erstmals veranstaltete gemeinsame Abendmahlsfeier für Kinder und Erwachsene fand so breite Resonanz, dass die Einführung ähnlicher Gottesdienstformen in der eigenen Gemeinde erörtert wurde. Im Bibelzentrum wurden von Kindergottesdienstbeauftragten zum ersten Mal Erzählworkshops angeboten. Eltern und Mitarbeiter kirchlicher Institutionen konnten sich hier Anregungen für die kindgerechte Vermittlung von Glaubensinhalten holen.
Diskutiert wurde auch die kirchliche Arbeit im Spannungsfeld leerer Kassen und geringerer Bedeutung der einzelnen Gemeinden.
National wurde insbesondere die Überalterung der Gesellschaft, verbunden mit wachsender Perspektivlosigkeit zahlreicher Jugendlicher, ins Zentrum der kirchlichen Diskussion gestellt. Die Situation von Hartz-IV-Empfängern, die in kirchlichen Einrichtungen 1-€-Jobs verrichten, wurde kritisch beleuchtet. Die ethische Vertretbarkeit dieser Arbeitsgelegenheiten wurde grundsätzlich in Frage gestellt.
Dieser Kirchentag begriff sich auch als Teil der globalisierten Welt und thematisierte ausführlich den Klimawandel und dessen Folgen, wobei insbesondere die ethische Problematik einer Privatisierung der Wasserversorgung diskutiert wurde.
Der Kirchentag stand erneut im Zeichen ökumenischer Bemühungen, den Austausch mit anderen Glaubensrichtungen zu fördern. Erwähnenswert sind hier vor allem gemeinsame Veranstaltungen von Christen und Anhängern des Islams.
Infolge der ethischen Debatte zu den Gefahren und Fehlentwicklungen des Globalisierungsprozesses wurde beschlossen, die Millennium Development Goals inhaltlich in allen Gemeinden bekannt zu geben und deren Erreichung über die Kirchenleitung und die Gemeindemitglieder bei Regierungen vehement einzufordern. Es wurde vereinbart, bis 2015 regelmäßig über den Stand der Umsetzung zu berichten. Dieser Bericht soll vom Bundespräsidenten bei jedem Kirchentag präsentiert werden.
Das vom Kirchentag für den Kirchentag erstellte Liederheft "Lebensweisen" wurde als reguläre Gesangbuchergänzung für die komplette Hannoversche Landeskirche übernommen. Damit hat konkret dieser Kirchentag Nachwirkungen auf das gemeindliche Leben der folgenden min. 20–30 Jahre (in der Größenordnung werden Gesangbücher i. d. R. verwendet).

### Resolutionen
Im Kontext des Schwerpunktes "Wie sollen wir handeln" initiierte der DFG-VK Bayern eine Resolutionsschrift an die Abgeordneten des deutschen Bundestages. In dieser wurde eine Senkung des Rüstungsetats um 5 % gefordert und appelliert, den eingesparten Betrag in soziale Projekte, eine nachhaltige Energiepolitik und Entwicklungshilfe zu investieren.
Außerdem verabschiedete der Kirchentag eine Resolution zur Globalisierung, welche einen unbedingten Vorrang des menschlichen Lebens vor allen anderen – vor allem wirtschaftlichen – Interessen fordert. Die Kirche solle ein Wächteramt ausüben.